# Emile Hendrix
Emile Marie Helene (Emile) Hendrix (Heel, 5 december 1955) is een Nederlands springruiter.

## Sportieve carrière
Hendrix nam in 1996 deel aan de Olympische Spelen in het Atlanta, waar hij met zijn paard Finesse een zevende plaats behaalde in de wedstrijd voor equipes, samen met Jos Lansink, Bert Romp en Jan Tops. In de individuele wedstrijd werd hij in de finale uitgeschakeld voor verdere deelneming.
In 1991 werd hij bij de Europese kampioenschappen in München vierde bij de individuele wedstrijd en won hij met het Nederlandse team een bronzen medaille. In 1997 behaalde hij bij het EK een tweede plaats met het team en in 1981 en 1999 een derde plaats.
Ook werd hij tweemaal Nederlands kampioen, in 1984 en 1985.

## Bedrijf en andere activiteiten
Samen met zijn broer Paul runt hij in het Limburgse Baarlo een succesvol bedrijf in de handel in internationale springpaarden. Hij is op voorspraak van zijn collega-ruiters lid van de FEI commissie springen en is betrokken bij de hippische activiteiten die het prestigieuze Italiaanse afkickcentrum San Patrignano heeft ontwikkeld. In Nederland is Hendrix als directeur sportief nauw betrokken bij de organisatie van het CHIO Rotterdam.